# Titularbistum Vaga
Vaga ist ein Titularbistum der römisch-katholischen Kirche.
Es geht zurück auf einen untergegangenen Bischofssitz in der gleichnamigen antiken Stadt, die in der römischen Provinz Africa proconsularis (heute nördliches Tunesien) lag. Der Bischofssitz war der Kirchenprovinz Karthago zugeordnet.
| Titularbischöfe von Vaga |                                                |                                                                            |                   |                    |
| Nr.                      | Name                                           | Amt                                                                        | von               | bis                |
| 1                        | Cesar Jean Schang OFM                          | Apostolischer Vikar von Shandong (China)                                   | 22. Mai 1894      | 9. September 1911  |
| 2                        | Daniel Cohalan                                 | Weihbischof in Cork (Vereinigtes Königreich von Großbritannien und Irland) | 25. Mai 1914      | 29. August 1916    |
| 3                        | Jean Forbes MAfr                               | Apostolischer Vikar von Uganda (Uganda-Protektorat)                        | 7. November 1917  | 13. März 1926      |
| 4                        | Philippe Zhao Huai-yi (Philippe Tchao Huai-yi) | Apostolischer Vikar von Süanhwafu (China)                                  | 24. Juni 1926     | 14. Oktober 1927   |
| 5                        | Anton Theodor Fortunatus Spruit OFM            | Apostolischer Vikar von Luanfu (Republik China)                            | 22. Dezember 1927 | 12. Juli 1943      |
| 6                        | Victor Alphonse Marie Sartre SJ                | Apostolischer Vikar von Madagaskar (Madagaskar)                            | 11. März 1948     | 14. September 1955 |
| 7                        | Bolesław Kominek                               | Weihbischof in Breslau (Volksrepublik Polen)                               | 1. Dezember 1956  | 19. März 1962      |
| 8                        | André Rousset                                  | Weihbischof in Versailles (Frankreich)                                     | 7. Februar 1963   | 9. Oktober 1966    |
| 9                        | Józef Gucwa                                    | Weihbischof in Tarnów (Polen)                                              | 21. Dezember 1968 | 8. März 2004       |
| 10                       | André Gazaille                                 | Weihbischof in Montréal (Kanada)                                           | 11. Februar 2006  | 11. Juli 2011      |
| 11                       | Antonín Basler                                 | Weihbischof in Olmütz (Tschechien)                                         | 5. Juli 2017      |                    |